# Institut national des sciences appliquées de Toulouse
O Institut national des sciences appliquées de Toulouse (INSA de Toulouse) é uma escola de engenheiros francesa e um centro de pesquisas, também membro ativo da Conférence des grandes écoles. Situada em Toulouse, o instituto, membro do groupo INSA e fundador do Pólo de pesquisa e de ensino superior (PRES) Universidade de Toulouse, foi criado em 1963.
A escola conta hoje com uma rede de mais de 12 mil engenheiros diplomados, presentes em todos setores da economia. Além da formação inicial de engenheiro, o INSA de Toulouse também possui como objetivo a formação contínua e a pesquisa científica. Desta forma, programas de masters recherche e de doutorado são também propostos.